# A Katalán Köztársaság kikiáltása 2017-ben
A Katalán Köztársaság (katalánul: República Catalana) egy nemzetközileg el nem ismert európai állam, amelyet a katalán parlament kiáltott ki egy egyoldalú függetlenségi nyilatkozattal 2017. október 27-én. A függetlenséget egy alkotmányügyi válság közepette kiáltották ki, amit a 2017-es katalán függetlenségi népszavazás okozott. Miután a katalán parlament kikiáltotta Katalónia autonóm közösség elszakadását Spanyolországtól, a spanyol Szenátus érvényesítette az 1978-as spanyol alkotmány 155. cikkét, amely lehetővé teszi, hogy a spanyol kormány közvetlenül irányítsa az autonóm Katalóniát. 2017. október 27-ig egy ország sem ismerte el a Katalán Köztársaságot.

## Története
2017. október 26–27-én egy lehetséges függetlenségi nyilatkozatról tartottak vitát a katalán parlamentben, egyidejűleg azzal, hogy a spanyol Szenátus a közvetlen uralom katalóniai bevezetéséről vitázott. A vita végén a katalán parlament megszavazott egy egyoldalú függetlenségi nyilatkozatot, amelyet 70 igen, 10 nem és 2 tartózkodó szavazat ellenében elfogadtak. Az ellenzék elhagyta az üléstermet, és bojkottálta a szavazást.

## Politika és közigazgatás
Spanyolország autonóm közösségeként Katalóniának volt saját kormánya, egykamarás parlamentje, elnöke és ügyvezető tanácsa. A Katalán Köztársaság ideiglenes kormánya fenntartja ezek az intézményeket. A főváros Barcelona.
Az ország négy tartományra oszlik:
|                       | Tartomány           | Székhely            |
| --------------------- | ------------------- | ------------------- |
| Katalónia tartományai | Barcelona           | Barcelona           |
| Katalónia tartományai | Girona (sp. Gerona) | Girona (sp. Gerona) |
| Katalónia tartományai | Lleida (sp. Lérida) | Lleida (sp. Lérida) |
| Katalónia tartományai | Tarragona           | Tarragona           |

### Külföldi kapcsolatok
Magyarország kormánya jelenleg Spanyolország belügyének tekinti a katalán kérdést.
Kikiáltásakor a Katalán Köztársaságot nem ismerte el egyetlen szuverén nemzet sem.
Ezidáig a következő országok utasították vissza nyíltan Katalónia elismerését legitim szervezetként, és támogatták Spanyolország területi integritását:
| Országok, melyek nem ismerték el Katalónia függetlenségét |
| --------------------------------------------------------- |
| Albánia,                                                  |
| Algéria                                                   |
| Amerikai Egyesült Államok                                 |
| Andorra,                                                  |
| Argentína,                                                |
| Ausztrália,                                               |
| Ausztria                                                  |
| Azerbajdzsán,                                             |
| Belgium                                                   |
| Bolívia,                                                  |
| Brazília                                                  |
| Bulgária,                                                 |
| Chile,                                                    |
| Ciprus,                                                   |
| Costa Rica,                                               |
| Csehország,                                               |
| Dél-Korea                                                 |
| Dominikai Köztársaság                                     |
| Ecuador,                                                  |
| Egyesült Arab Emírségek, - United Kingdom                 |
| Egyesült Királyság,                                       |
| Észtország,                                               |
| Finnország,                                               |
| Franciaország                                             |
| Gambia,                                                   |
| Görögország,                                              |
| Grúzia,                                                   |
| Guatemala,                                                |
| Hollandia,                                                |
| Honduras,                                                 |
| Horvátország,                                             |
| India,                                                    |
| Indonézia,                                                |
| Irak                                                      |
| Írország,                                                 |
| Japán,                                                    |
| Kanada,                                                   |
| Katar                                                     |
| Kazahsztán,                                               |
| Kína                                                      |
| Kolumbia,                                                 |
| Lengyelország,                                            |
| Lettország,                                               |
| Libanon,                                                  |
| Litvánia,                                                 |
| Luxemburg                                                 |
| Magyarország                                              |
| Malajzia,                                                 |
| Mali                                                      |
| Marokkó,                                                  |
| Málta,                                                    |
| Mauritánia,                                               |
| Mexikó,                                                   |
| Moldova,                                                  |
| Németország,                                              |
| Norvégia,                                                 |
| Olaszország,                                              |
| Oroszország,                                              |
| Panama,                                                   |
| Paraguay,                                                 |
| Peru,                                                     |
| Portugália,                                               |
| Románia,                                                  |
| Svájc,                                                    |
| Svédország,                                               |
| Srí Lanka,                                                |
| Szenegál,                                                 |
| Szerbia,                                                  |
| Törökország,                                              |
| Tunézia,                                                  |
| Ukrajna                                                   |
| Uruguay,                                                  |
| Vietnám,                                                  |

Ezekkel egyidőben bizonyos államok hajlandóságot mutatnak a függetlenség elismerésére. Venezuela és Észak-Korea vezetői támogatják a katalánok szuverenitását, de ezidáig hivatalosan nem ismerték el a független Katalán Köztársaságot.
Abházia és Dél-Oszétia hajlandóságot mutat a függetlenség elismerésére, ha cserébe Katalónia elismeri az ő függetlenségüket.
A flamand miniszterelnök, Geert Bourgeois támogatta a Katalán Köztársaságot, de elismerte, hogy a belga szövetségi kormányé a döntés joga. A skót kormány támogatását fejezte ki a katalán emberek önrendelkezésével kapcsolatban, továbbá kijelentette, „tisztelik” a katalán parlament döntését. A függetlenségi nyilatkozat előtt az északír Londonderry (Derry) városa indítványozta, hogy a brit és ír kormányok ismerjék el a Katalán Köztársaságot.
Korzika elnöke, Jean-Guy Talamoni nyilatkozatában szintén a katalán függetlenség támogatásáról beszélt.

#### Tagsága az Európai Unióban
Katalónia része az Európai Uniónak (EU), az eurózónának és a schengeni övezetnek mint Spanyolország egyik tartománya. A nyilatkozat előtt vita tárgya volt, hogy egy független Katalónia megtarthatná-e a tagságát az EU-ban, illetve a hozzá kapcsolódó nemzetközi megállapodásokat, vagy független államként kikerülne-e ezekből. A tagállamok részeinek függetlenedését nem szabályozzák az EU-s szerződések, bár jogi vélemény érkezett a  katalán és a skót függetlenségi népszavazás során is. A „Prodi-doktrína”, amelyet az Európai Bizottság követ, kimondja, hogy egy elszakadó állam kilép az EU-ból, és külső országként kellene megindítania a csatlakozási folyamatokat.
Az Európai Tanács elnöke, Donald Tusk azt állította, hogy a függetlenségi nyilatkozat „nem változtatott semmin”, és hogy az Európai Unió csak a spanyol kormánnyal fog tárgyalni.

## Fordítás
Ez a szócikk részben vagy egészben  a   Catalan Republic (2017) című angol Wikipédia-szócikk ezen változatának fordításán alapul.  Az eredeti cikk szerkesztőit annak laptörténete sorolja fel. Ez a jelzés csupán a megfogalmazás eredetét és a szerzői jogokat jelzi, nem szolgál a cikkben szereplő információk forrásmegjelöléseként.